# Coelosaurus
Coelosaurus (gr. “lagarto hueco”) es un género dudoso  representado por dos especies de dinosaurios terópodos , ambas consideradas dudosas que vivieron en el periodo Cretácico hace aproximadamente 68 a 66 millones de años en lo que es hoy Norteamérica. La primera "Coelosaurus antiquus", nombrada por Leidy en 1865, es considerado un ornitomímido indeterminado, que habitó a finales del período Cretácico, en Nueva Jersey, Carolina del Norte y Alabama, extendiendo el rango geográfico de estos por el sur y el este de Norteamérica. la segunda especie es Coelosaurus affinis descrita por gilmore en 1920